# Wadimont
Wadimont is een plaats en voormalige gemeente in het Franse departement Ardennes in de regio Grand Est.
Op 1 mei 1974 werden Logny-lès-Chaumont en Wadimont als zelfstandige gemeente opgeheven en met de status van commune associée opgenomen in de gemeente Chaumont-Porcien.
Adon · Chaumont-Porcien · Logny-lès-Chaumont · Wadimont